# Christian Leichtle
Christian Leichtle (* 14. Mai 1892 in Neu-Ulm; † 26. März 1949 in Weinsberg) war Lehrer in Talheim und Gründer der Volkshochschule in Heilbronn. Nach dem Ende des Zweiten Weltkriegs leistete er große Beiträge zum Wiederaufbau der Schulen und der Kultur in Heilbronn.

## Leben

### Kindheit und Jugend
Er war der älteste Sohn eines Schreiners aus Neu-Ulm und besuchte dort die königliche Realschule, später die Präparandenanstalt in Nördlingen und das Lehrerseminar in Altdorf bei Nürnberg. 1910 absolvierte er das Abitur als Zweitbester von 80 Abiturienten.

### Ausbildung
Leichtle studierte ab 1910 in München Erziehungswissenschaft, Germanistik und Kunstgeschichte, u. a. bei Georg Kerschensteiner und bei Heinrich Wölfflin. Nach dem Tod des Vaters 1911 brach er sein Studium vorerst ab und trat in den württembergischen Schuldienst über, war Lehrer in Sinabronn und Bernstatdt bei Ulm. Dann setzte er sein Studium jedoch fort und absolvierte mehrere Semester in Paris, u. a. Kunstgeschichte bei Henri Bergson. Er sprach Französisch, Englisch und Italienisch.
1914 wurde er zum Militär berufen und nahm in Flandern an den Kämpfen des Ersten Weltkriegs teil. Nach einem Lazarettaufenthalt kam er 1916 als Hauptlehrer nach Talheim bei Heilbronn.
Leichtle gehörte der Heilbronner Freimaurerloge Zum Brunnen des Heils an. Zu seinen nächsten Bekannten zählten der Maler Hanns Reeger, der ihn 1919 auch porträtierte, und der Journalist Hans Franke.

### Protagonist der Volkshochschulbewegung
Im Raum Heilbronn ging wie andernorts auch die Volkshochschulbewegung hauptsächlich von Lehrern und Pfarrern aus. Leichtle leitete nach dem Ersten Weltkrieg Volksbildungskurse in Heilbronn und wurde zu einem flammenden Fürsprecher der Abendvolkshochschule, deren Ideen er auf Versammlungen propagierte. Im Blickpunkt seines Interesses stand weniger die Berufsvorbereitung oder die Ergänzung zu schulischen Inhalten, sondern vielmehr die Vermittlung von ethischen, religiösen und pädagogischen Grundwerten, Kultur und Kulturgeschichte. Der Heilbronner Volksbildungsausschuss gründete 1919 eine Volkshochschule in Heilbronn und wählte Leichtle zu deren Leiter. Gleichzeitig war er auch Referent für Kulturgeschichte, die er nicht nur durch das gemeinsame Lesen von historischen Quellen, sondern auch durch die Betrachtung von Denkmälern unterschiedlicher Epochen in der Umgebung, später auch auf längeren Fahrten vermittelte. Reisen führten ihn allein 18 Mal nach Italien und verschiedene Male in zahlreiche weitere europäische Länder. Diese Exkursionen begründeten einen überregionalen Ruf der frühen Heilbronner Volkshochschule.
Leichtle verstand die Volkshochschule Heilbronn von Anbeginn an als Einrichtung für die Stadt und das gesamte Umland, so dass es bis 1924 bereits Volksbildungskommissionen im Sinne der Volkshochschule in Böckingen, Flein, Frankenbach, Großgartach, Neckargartach, Nordheim, Schwaigern, Sontheim, Weinsberg und Wimpfen gab. Weitere Orte folgten durch Leichtles fortwährenden persönlichen Einsatz, häufig führte er an neu hinzugekommenen Orten auch selbst Kurse in Kulturgeschichte durch.
Als die Volkshochschule während der Zeit der Hochinflation 1922/23 in Finanznöte geriet, absolvierte Leichtle Vortragsreisen in die USA, wo er Geld sammelte und dadurch die Volkshochschule finanziell absicherte. Er setzte sich außerdem für den Erwerb von Sachwerten (z. B. einer umfangreichen Bibliothek) ein, die dann später in Stiftungen zu Gunsten der Stadt Heilbronn überführt wurden, die dafür ihrerseits mehrjährige Zuschüsse gewährte.
Zur Zeit des Nationalsozialismus weigerte sich Leichtle, in die NSDAP einzutreten. Am 1. September 1933 wurde er daher aus dem Amt gedrängt. Daraufhin war er als Lehrer an der Knabenmittelschule Heilbronn tätig. Unter einigen Schwierigkeiten konnte er ab 1937 innerhalb des Deutschen Volksbildungswerks wieder Kurse abhalten. Er gewann außerdem einen 1937–39 geführten Prozess gegen die NSDAP, bei dem es um Sachwerte aus seinem Besitz und dem der Volkshochschule ging.
Auch in der Zeit von 1937 bis 1944 führte Leichtle seine bereits zuvor behandelten kulturgeschichtlichen Themen fort. In jener Zeit hat er 95 Stadtführungen und 77 Heimatwanderungen geleitet, zudem hat er von 1939 bis 1942 insgesamt 106 länderkundliche Lichtbildvorträge gehalten. Außerdem leitete er von 1938 bis 1944 45 abendfüllende Veranstaltungen zur Musikgeschichte sowie 150 Vorlesungen zur Dichtkunst und Philosophie. Seine Tätigkeit – und auch die der Volkshochschule überhaupt – fand mit dem Luftangriff auf Heilbronn am 4. Dezember 1944 ein vorläufiges Ende.
Nach dem Ende des Zweiten Weltkriegs führte Leichtle den Neubeginn der Heilbronner Volkshochschule an. Bereits am 20. Mai 1945 leitete er eine musikalische Pfingstfeier, und den Jahresprogrammen der am 2. Februar 1946 wieder zugelassenen Heilbronner Volkshochschule in den ersten Nachkriegsjahren drückte er mit einem Schwergewicht auf kunstgeschichtlichen Vorträgen seinen persönlichen Stempel auf. Gleichzeitig betrieb er den Wiederaufbau der Heilbronner Stadtbibliothek und des Heilbronner Schulwesens.
Als es im Zuge der Währungsreform 1948 erneut zu finanziellen Problemen bei der Volkshochschule kam, verzichtete der als Leiter des Bezirksschulamtes I in Heilbronn im Staatsdienst stehende Leichtle auf ein Gehalt bei der VHS und nahm seine Leitungsstelle ehrenamtlich wahr.

### Tod und Würdigung
Am Freitag, den 25. März 1949 erlitt Leichtle bei einer Schulprüfung in Dürrenzimmern überraschend einen Schlaganfall, an dessen Folgen er anderntags verstarb. Bei einer Trauerfeier am 9. April 1949 urteilte der Heilbronner Oberbürgermeister Paul Meyle: „Dem geistigen Leben unserer Stadt ist ein Mann entrissen worden, der seit Jahrzehnten ihr lebendigster Mittelpunkt gewesen ist.“
In Heilbronn (seit 1999) und Talheim ist jeweils die Christian-Leichtle-Straße nach ihm benannt, außerdem wurde das Foyer der Volkshochschule im Heilbronner Deutschhof in Christian-Leichtle-Foyer umbenannt.